# Henologie
Henologia (din grecescul ἕν hen, „unu”) se referă la conceptul sau discursul filozofic cu privire la „Unul”, care apare cel mai evident în filozofia lui Plotin. Reiner Schürmann o descrie ca o „metafizică a transcendenței radicale” care depășește ființa și intelectualizarea. Aceasta poate contrasta cu ontologia, pentru că ontologia este „o instanță a ființei” pe când henologia este „o instanță a uniunii”.

## Domenii de studiu
Henologia este contradistinsă de mai multe discipline filozofice. Termenul „henologie” se referă la disciplina care este centrată față de Unul, ca în filozofiile lui Platon și Plotin. Aceasta este folosită adesea în contradistincție cu disciplinele care tratează Ființa ca punctul lor de început (la Aristotel și Avicenna) dar și cu cele care caută să înțeleagă Cunoașterea și Adevărul (la Kant și Descartes).